# Mujeres en la Convención Nacional Constituyente de Paraguay
En la Convención Nacional Constituyente del Paraguay de 1992, las mujeres organizadas participaron en la discusión de las modificaciones de la ley fundamental de Paraguay en 1992. El 1 de diciembre de 1991 se realizaron las elecciones nacionales en Paraguay para elegir a 198 Convencionales Constituyentes que serían responsables de redactar la nueva Ley Fundamental de la República. El 30 de diciembre, integrada por 176 convencionales varones (89%) y 22 convencionales mujeres (11%), fue inaugurada la Convención Nacional Constituyente (CNC).Se estableció el plazo de un mes para que la ciudadanía presente proyectos de reforma que serían puestos a consideración de la Comisión Redactora. “Las mujeres organizadas se convirtieron en el único sector social que discutió sus propuestas en amplios foros ciudadanos”. Se presentaron 119 formulaciones de las cuales tres tenían directa relación con las mujeres: la propuesta del Foro de la Mujer para la Constituyente, la de las Mujeres Convencionales Constituyentes y la de un grupo de organizaciones llamadas de defensa de la familia.

## Agrupaciones de mujeres constituyentes

### Foro de la Mujer para la Constituyente
El Foro de la Mujer para la Constituyente fue una iniciativa de la Coordinación de Mujeres del Paraguay (CMP) que reunió a más de 150 mujeres, representantes de diversas organizaciones sociales y políticas que elevaron una propuesta que eliminaba del marco legal nacional las discriminaciones hacia las mujeres, partiendo del  lenguaje constitucional, atendiendo a las Convenciones internacionales y poniendo especial atención a las esferas de los derechos fundamentales de las personas, los derechos sociales (la familia, la educación, la reforma agraria, el trabajo y la salud), los derechos políticos y disposiciones transitorias.

### Mujeres convencionales constituyentes
Las Mujeres Convencionales Constituyentes representaban a distintos partidos políticos pero, se unieron con el objetivo de presentar un proyecto común en lo concerniente a los derechos de las mujeres y tener una propuesta sólida, con amplio consenso entre las organizaciones de mujeres, fue así como conformaron la Interbancada de Mujeres Constituyentes y trabajaron a partir de las propuestas del Foro, realizando algunas modificaciones a su propuesta y luego defendiéndola.

### Grupos de Defensa de la Familia
Las organizaciones de defensa de la familia, entre las que se encontraban Madres al Servicio de la Familia (Maserfa), Servicio de Amor y Vida (SEAVI), Padres Unidos en Defensa del Matrimonio, Asociación de Abogados en Defensa de la Vida e Hijos Unidos en Defensa de la Familia, presentaron un conjunto de propuestas vinculadas al derecho a la vida, la familia, la educación, el matrimonio y la cultura. Claramente la preocupación del sector era la defensa de los valores tradicionales de la sociedad; centralmente el matrimonio y la familia, y todo lo concerniente a la reproducción humana: la concepción, el aborto y la planificación familiar entre otros puntos.

## Incidencia e impacto
La concertación y el trabajo conjunto de los distintos grupos de mujeres, tanto del sector ciudadano, como luego al interior de la CNC, hicieron posible que, a pesar de la escasa representación numérica de mujeres (2/20 en la Comisión Redactora), la mayor parte de las propuestas que promovían la igualdad de derechos de las mujeres quedaran plasmadas en la nueva Constitución. Fue muy importante también para este logro la labor desarrollada por la ONG SEFEM (Servicio de Estudios y Formación de la Mujer) que brindó asesoría jurídica con perspectiva de género a convencionales hombres y mujeres (independientemente de sus partidos políticos) con el objetivo de fomentar la igualdad de las mujeres en la Carta Magna. La Red de Mujeres Políticas del Paraguay también tuvo un rol preponderante en este mismo sentido.
Entre los principales avances logrados se destacan los artículos que hacen referencia a la igualdad y no discriminación (art. 46 y art. 48), un nuevo concepto de familia (art. 49 y art. 51), ya no es sólo aquella basada en el matrimonio sino también otras formas comunes en el país como el concubinato y la comunidad formada por cualquiera de los progenitores y sus descendientes, el derecho de las personas a decidir libre y responsablemente el número y frecuencia de nacimiento de sus hijos (art. 61) y el compromiso del Estado de erradicar la violencia en el ámbito familiar (art. 60).